# James William Slessor Marr
James William Slessor Marr (9 de Dezembro de 1902 – 30 de Abril de 1965) foi um biólogo escocês e explorador polar.

## Biografia
Marr was born in Cushnie (Farm), Auchterless, Turriff, Aberdeenshire, na Escócia, filho do agricultor John George Marr e de Georgina Sutherland Slessor. Marr e Norman Mooney foram dois dos escuteiros seleccionados por sir Ernest Shackleton para a Expedição Shackleton–Rowett em 1921, a bordo do navio Quest. Mais tarde escreveu o livro Into The Frozen South (1923) sobre esta experiência.
Marr fez parte da Expedição BANZARE (British Australian (and) New Zealand Antarctic Research Expedition (BANZARE)) de sir Douglas Mawson, com a função de biólogo marinho, e integrou as Discovery Investigations, na especialidade de krill antárctico.
Durante a Segunda Guerra Mundial, o tenente Marr liderou a Operação Tabarin. Consistiu numa pequena expedição britânica à Antárctica, a partir do Reino Unido, em 1943, para ali estabelecer, de modo permanente, uma base. Marr liderou a equipa que ali passou o Inverno em Port Lockroy, em 1944.

## Honras e condecorações
- 1936 - Medalha W. S. Bruce - for his work in the southern ocean and more particularly for his monograph on the South Orkney Islands [3]
- 7 October 1941 - Fecho da Medalha Polar (Bronze) - for good services between years 1925-1939, in the Royal Research Ships "Discovery II" and "William Scoresby": James William Sleesor Marr, Esq., M.A., B.Sc. (now Temporary Lieutenant, R.N.V.R.), H.M. Ships Discovery II and William Scoresby.
- 30 November 1954 - Medalha Polar - For good services with the Falkland Islands Dependencies Survey in Antarctic expeditions: Temporary Lieutenant-Commander James William Slessor Marr, R.N.V.R., Base Leader, Port Lockroy, 1944.